# سل ماژور
سل ماژور (انگلیسی: G major) با مخفف (G) تنالیته‌ای است بر پایه نت سل و فواصل آن بر اساس گام ماژور است.

## تعریف
گام سل ماژور شامل نت‌های : سل، لا، سی، دو، ر، می و فادیز است. این گام دارای یک علامت «دیز» در «سرکلید» است.
گام سل ماژور:
مینور نسبی آن می مینور و گام موازی آن سل مینور است.

## آثار در سل ماژور
- ۱۲ سمفونی از سمفونی های هایدن
- کنسرتو پیانو شماره ۱۷ اثر موتزارت
- رمانس شماره ۱ برای ویولن (بتهوون)